# Козлов, Иван Егорович (Герой Советского Союза)
Иван Егорович Козлов (1913—1989) — подполковник Советской Армии, участник Великой Отечественной войны, Герой Советского Союза (1943).

## Биография
Иван Козлов родился 18 октября 1913 года в селе Деледино (ныне — Молоковский район Тверской области). После окончания семи классов школы и школы фабрично-заводского ученичества работал на ленинградском заводе «Электросила». В 1934 году Козлов был призван на службу в Рабоче-крестьянскую Красную Армию. В 1937 году он окончил Ленинградское артиллерийское училище. С 1942 года — на фронтах Великой Отечественной войны. Принимал участие в боях на Крымском, Закавказском, Воронежском и 1-м Украинском фронтах.
К августу 1943 года капитан Иван Козлов командовал дивизионом 59-го артиллерийского полка 30-й стрелковой дивизии 47-й армии Воронежского фронта. Отличился во время освобождения Сумской области Украинской ССР. 27 августа 1943 года в районе села Карпиловка Ахтырского района, когда советские войска создали угрозу окружения группировки немецких войск, противник предпринял ряд ожесточённых контратак. Позиции дивизиона были атакованы крупными силами пехоты и танков. Только во время первой контратаки дивизион уничтожил 6 вражеских танков, вынудив противника отойти на исходные рубежи. Всего же в тот день батареи его дивизиона отразили 8 немецких контратак, уничтожив 12 танков и около полка пехоты противника.
Указом Президиума Верховного Совета СССР от 24 декабря 1943 года за «образцовое выполнение боевых заданий командования на фронте борьбы с немецкими захватчиками и проявленные при этом мужество и героизм» капитан Иван Козлов был удостоен высокого звания Героя Советского Союза с вручением ордена Ленина и медали «Золотая Звезда» за номером 2346.
После окончания войны Козлов продолжил службу в Советской Армии. В 1956 году он окончил курсы усовершенствования офицерского состава. В 1959 году в звании подполковника Козлов был уволен в запас. Проживал в Ленинграде, работал на «Электросиле». Скончался 8 июля 1989 года, похоронен на Северном кладбище Санкт-Петербурга.
Был также награждён двумя орденами Красного Знамени, орденами Отечественной войны 1-й и 2-й степеней, орденом Красной Звезды, рядом медалей.

## Примечания

Могила Козлова на Северном кладбище Санкт-Петербурга.